# Clézentaine
Clézentaine é uma comuna francesa na região administrativa do Grande Leste, no departamento de Vosges. Estende-se por uma área de 13.11 km². Em 2010 a comuna tinha 221 habitantes (densidade: 16,9 hab./km²).